# Chốt khuỷu

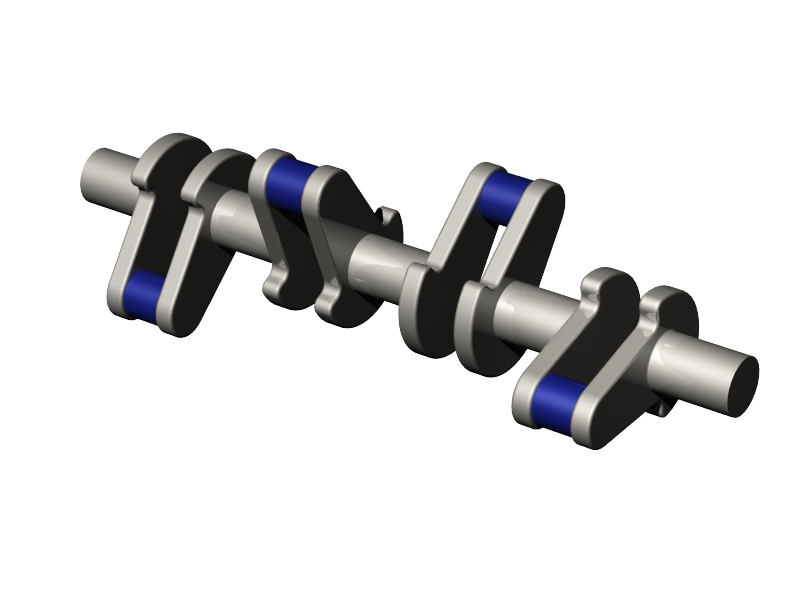
Cấu tạo trục khuỷu với chốt khuỷu (màu xanh)

Chốt khuỷu, hay còn gọi là cổ biên (tiếng Anh: crankpin), là một thiết bị trong động cơ, có nhiệm vụ liên kết trục khuỷu và thanh truyền ở mỗi xi lanh. Chốt khuỷu có hình trụ giúp chốt khuỷu có thể xoay được ở đầu to thanh truyền. Cơ cấu phổ biến nhất là mỗi xi lanh sẽ có một chốt khuỷu riêng. Tuy nhiên, nhiều loại động cơ chữ V sử dụng cơ cấu hai xi lanh dùng chung một chốt khuỷu.

## Thiết kế
Chốt khuỷu có nhiệm vụ giúp kết nối trục khuỷu và phần đầu to của thanh truyền, gọi là "đầu biên lớn"; đầu còn lại của thanh truyền gọi là "đầu biên nhỏ", gắn với chốt piston.
Bộ phận ổ đỡ trục giúp cho phép chốt khuỷu xoay quanh trục chính nó được gọi là "ổ đỡ thanh truyền". Trong động cơ xe hơi, loại ổ đỡ trục phổ biến nhất là bạc lót (ổ trượt), tuy nhiên một số động cơ cũng sử dụng bạc đạn (ổ lăn, vòng bi). Ổ trượt chốt khuỷu thường được làm bằng hợp kim đồng; một số động cơ công suất thấp cũng có thể được làm bằng hợp kim nhôm.

## Cơ cấu hoạt động
Trong động cơ xi lanh đơn, kiểu thẳng hàng hay đối đỉnh, mỗi chốt khuỷu chỉ điều khiển một xi lanh. Điều này giúp động cơ có thiết kế đơn giản và giúp giảm chi phí sản xuất. Một số động cơ chữ V hai xi lanh (V-twin) cũng sử dụng cơ cấu một chốt khuỷu cho một xi lanh này.
Tuy nhiên, ở hầu hết các động cơ chữ V, mỗi chốt khuỷu sẽ điều khiển hai xi lanh; nói cách khác, hai xi lanh cùng dùng chung trên một chốt khuỷu. Do vậy, các xi lanh ở mỗi dãy xi lanh sẽ được thiết kế lệch tâm; điều này giúp cấu tạo thanh truyền trở nên đơn giản hơn. Nếu không thiết kế theo cơ cấu lệch tâm, thì đầu to thanh truyền sẽ có dạng hình nạng (fork) hoặc khớp nối. Thanh truyền hình nạng thường được dùng trong động cơ xe máy chữ V-đôi, tuy nhiên trước đây cũng được sử dụng ở động cơ xe hơi và động cơ máy bay như mẫu máy bay Rolls-Royce Merlin trong thời Thế chiến thứ Hai. Hệ thanh truyền khớp nối (thanh truyền chính-phụ) cấu tạo gồm một thanh truyền chính được gắn với chốt khuỷu, còn thanh truyền phụ được gắn với đầu to của thanh truyền chính. Kiểu thiết kế này chỉ được dùng ở những động cơ chữ V kiểu xưa hoặc hiếm gặp.
Động cơ quay sử dụng kết cấu thanh truyền khớp nối phức tạp hơn, trong đó mỗi thanh truyền chính được gắn trực tiếp với một chốt khuỷu đơn (trong mỗi dãy xi lanh trong thiết kế động cơ nhiều dãy xi lanh), đồng thời những ổ lót nhỏ tương ứng với từng xi lanh sẽ được gia công trực tiếp vào đầu to thanh truyền chính.